# Басу (Жер)
Басу́ (фр. Bassoues) — коммуна во Франции, находится в регионе Юг — Пиренеи. Департамент — Жер. Входит в состав кантона Монтескью. Округ коммуны — Миранд.
Код INSEE коммуны — 32032.

## География

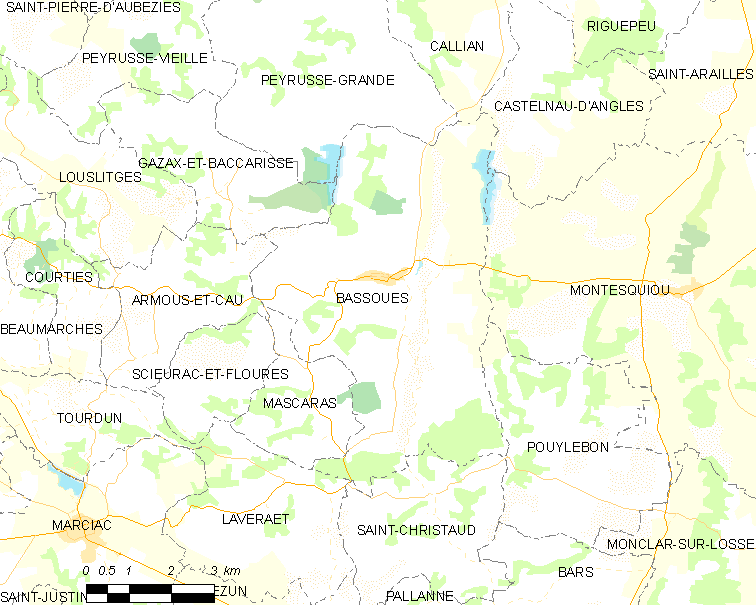
Карта коммуны

Коммуна расположена приблизительно в 610 км к югу от Парижа, в 100 км западнее Тулузы, в 29 км к западу от Оша.
На западе коммуны протекает река Озу.

## Климат
Климат умеренно-океанический. Лето жаркое и немного дождливое, температура часто превышает 35 °С. Зимой часто бывает отрицательная температура и ночные заморозки. Годовое количество осадков — 700—900 мм.

## Население
Население коммуны на 2010 год составляло 353 человека.
| 1962 | 1968 | 1975 | 1982 | 1990 | 1999 | 2010 |
| ---- | ---- | ---- | ---- | ---- | ---- | ---- |
| 631  | 568  | 512  | 503  | 454  | 376  | 353  |

## Администрация
| Период | Период | Фамилия     | Партия        | Примечания |
| ------ | ------ | ----------- | ------------- | ---------- |
| 2001   | 2020   | Клод Гателе | Разные правые |            |

## Экономика
В 2010 году среди 206 человек трудоспособного возраста (15-64 лет) 154 были экономически активными, 52 — неактивными (показатель активности — 74,8 %, в 1999 году было 70,5 %). Из 154 активных жителей работали 146 человек (76 мужчин и 70 женщин), безработных было 8 (4 мужчины и 4 женщины). Среди 52 неактивных 12 человек были учениками или студентами, 26 — пенсионерами, 14 были неактивными по другим причинам.

## Достопримечательности
- Донжон замка (XIV век). Исторический памятник с 1840 года[4]
- Церковь Нотр-Дам (XV век)
- Базилика Сен-Фрис (XI век)
- Крытый рынок (XVI век). Исторический памятник с 2004 года[5]
- Дом XVII века. Исторический памятник с 1943 года[6]

## Фотогалерея

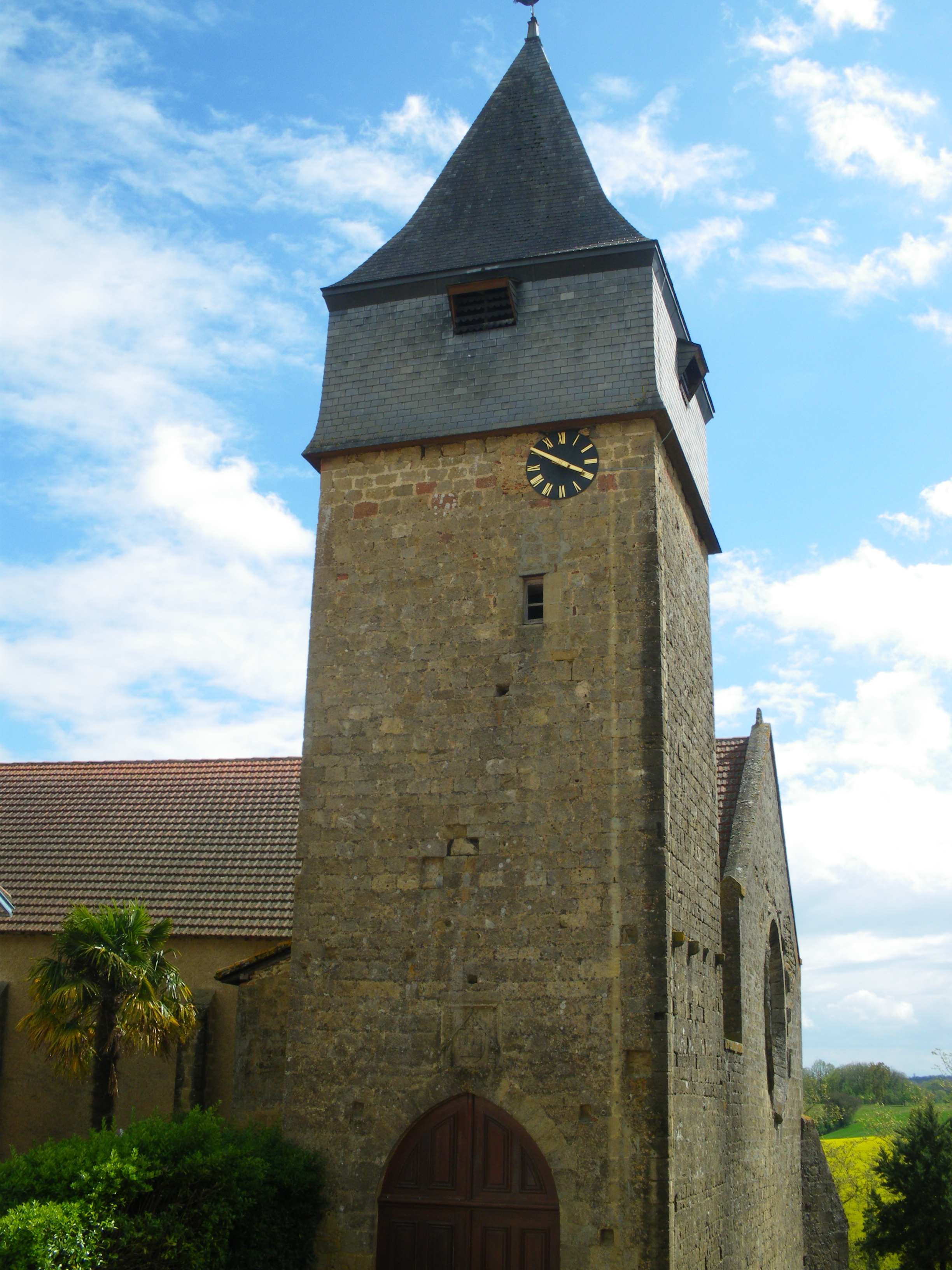
Церковь Нотр-Дам
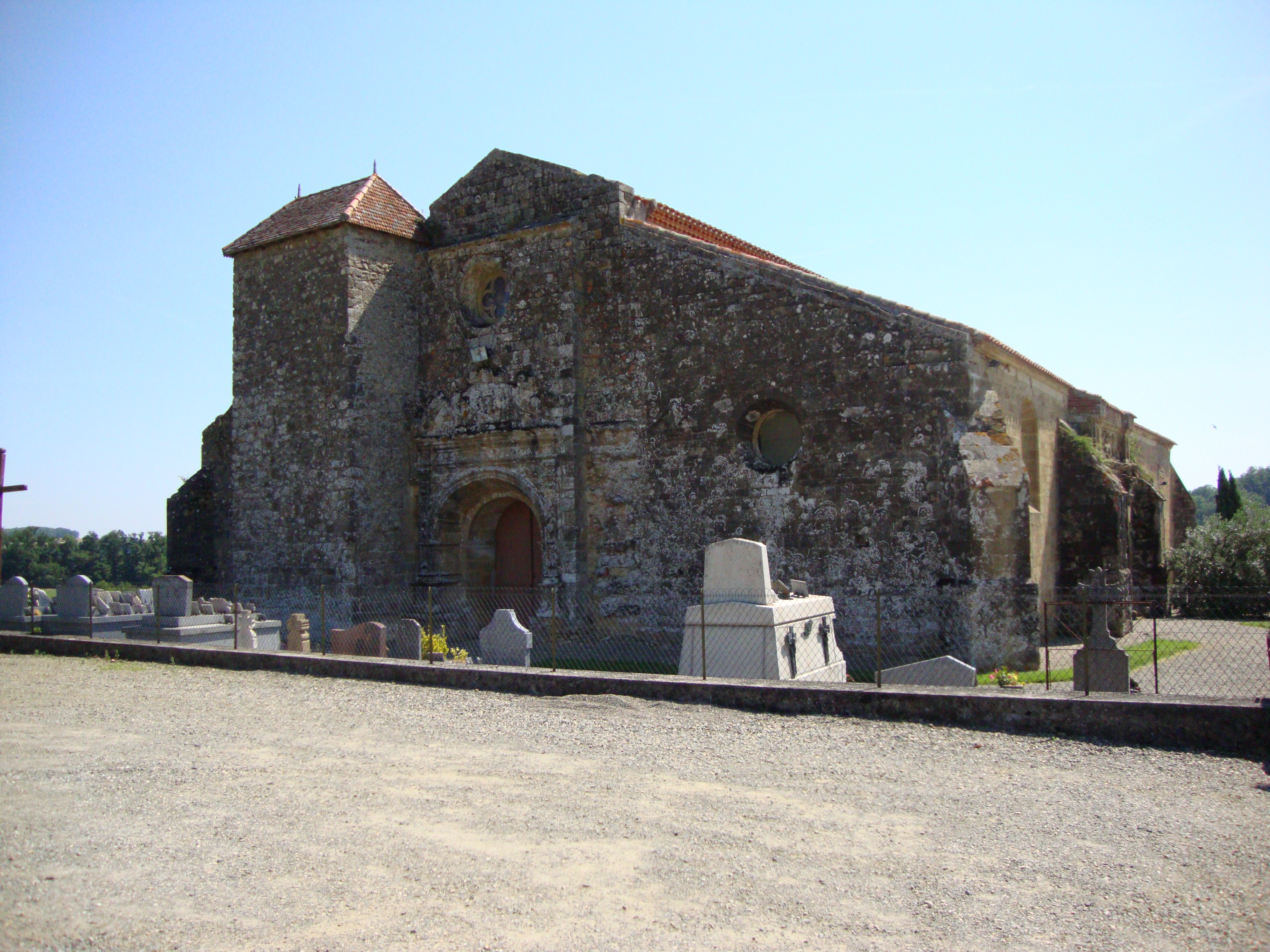
Базилика Сен-Фрис
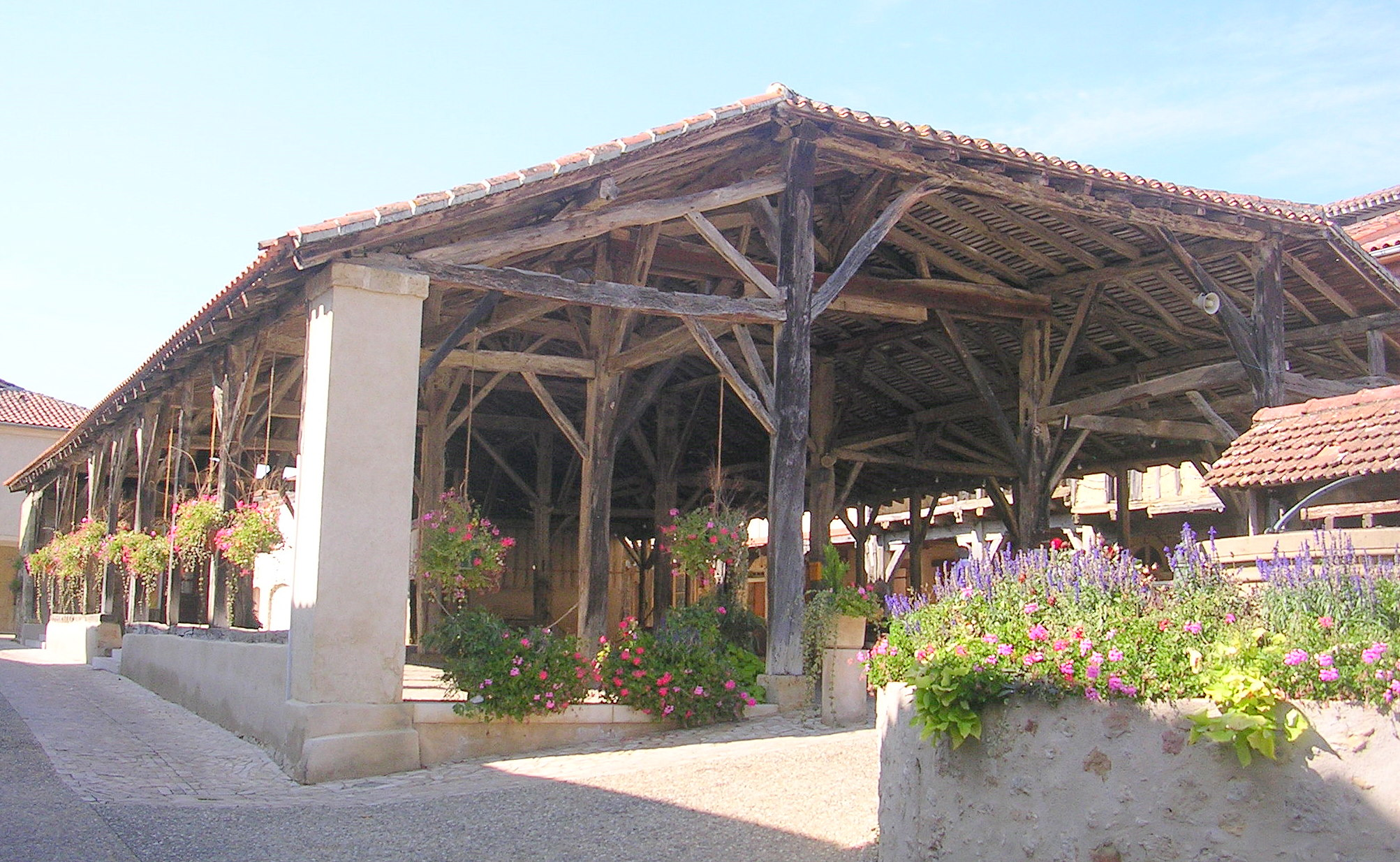
Крытый рынок
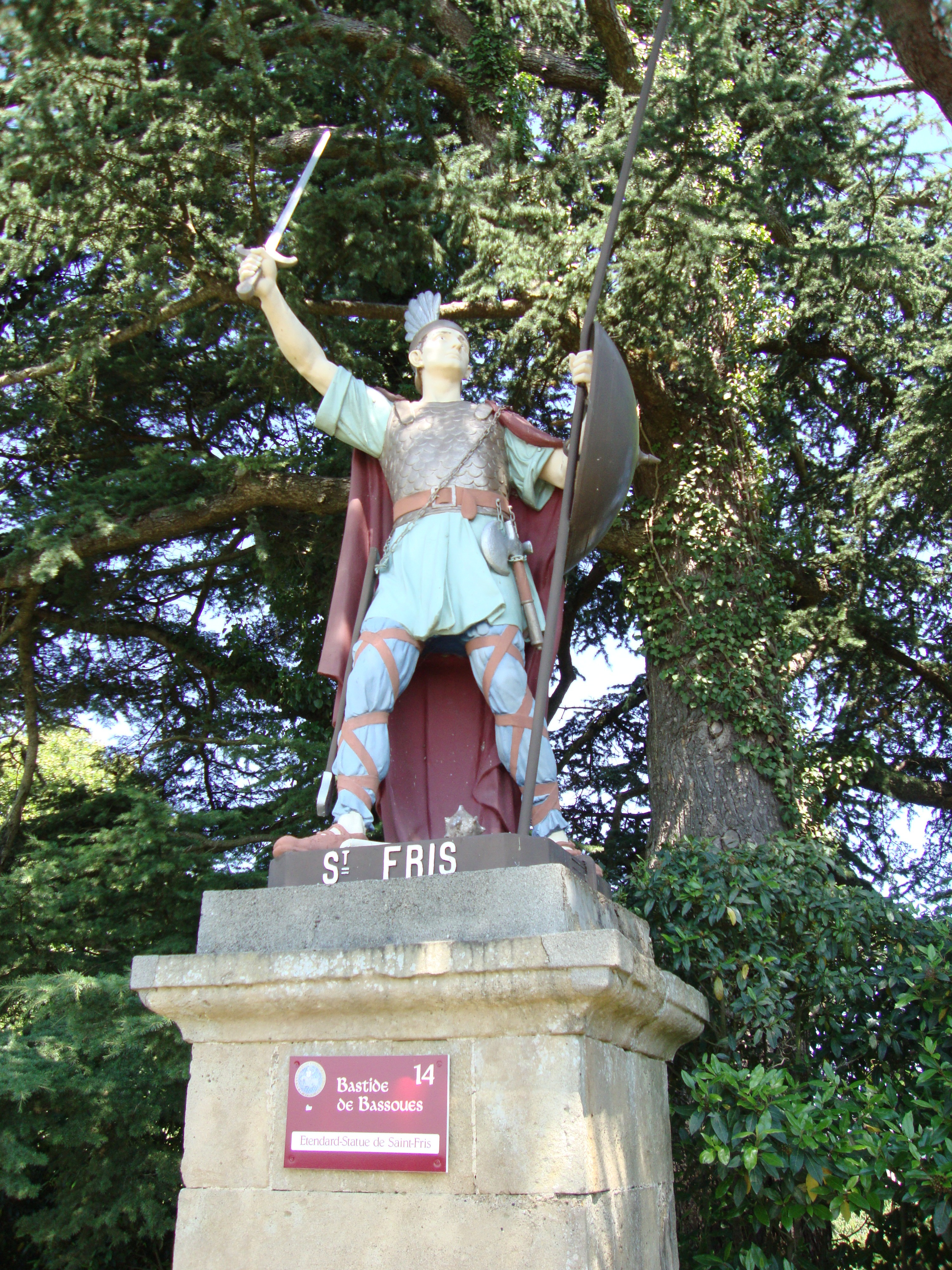
Статуя Св. Фриса
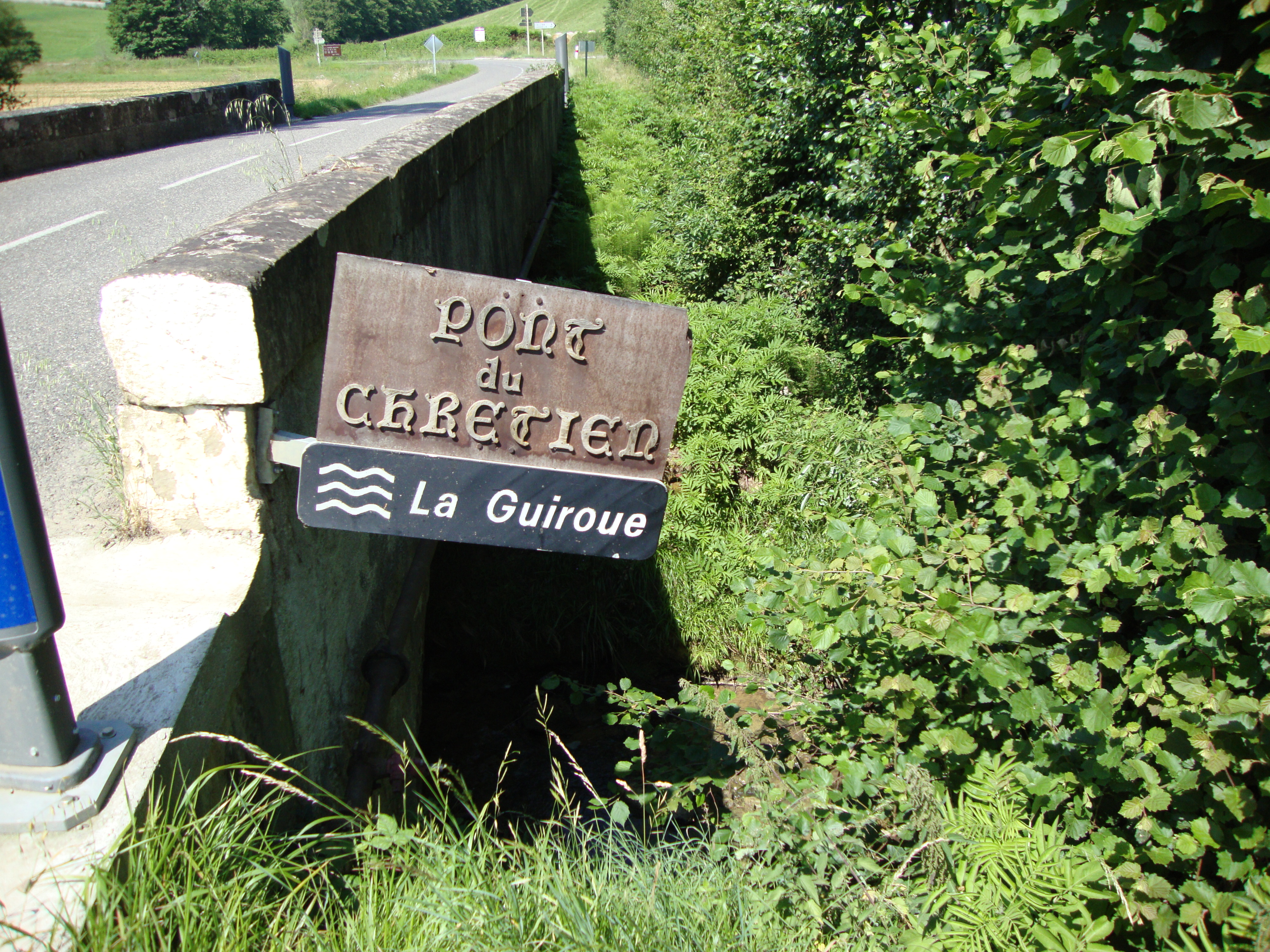
Мост через реку Гиру